# Iapygia
Iapygia és una característica d'albedo a la superfície de Mart, localitzada amb el sistema de coordenades planetocèntriques a -19.78 ° latitud N i 65 ° longitud E. El nom va ser aprovat per la UAI l'any 1958 i fa referència a Iapígia, antic nom de la Pulla.